# Feksofenadyna
Feksofenadyna – organiczny związek chemiczny, wybiórczy antagonista receptorów histaminowych H1, zaliczany do II lub III generacji leków przeciwhistaminowych, aktywny metabolit terfenadyny, pozbawiony działania kardiotoksycznego (podobnie jak inne leki przeciwhistaminowe II i III generacji, a w przeciwieństwie do antagonistów receptorów histaminowych I generacji).
Feksofenadynę stosuje się jako lek przeciwalergiczny. Osiąga ona maksymalne stężenie w osoczu w czasie 2,6 godziny, nie przekracza bariery krew-mózg, wiąże się tylko z białkami krwi i w niezmienionej postaci wydalana jest z kałem (80%) i moczem (12%). Tylko 5% leku ulega metabolizmowi, przy czym metabolizm wątrobowy jest minimalny (poniżej 1,5%) a jego wynikiem jest nieaktywny metabolit. Czas półtrwania leku wynosi od 11 do 15 godzin – zbliża to czas jego działania do wzorca idealnego, gdyż działanie blokujące receptory histaminowe utrzymuje się nawet wówczas, gdy stężenie leku w osoczu jest minimalne.

## Preparaty
W Polsce jest dopuszczony do obrotu (stan na wrzesień 2024) w postaci preparatów prostych zawierających chlorowodorek feksofenadyny: Allegra, Allegra Telfast, Allertec Fexo, Fexofast, Fexofenadine hydrochloride Cipla, Fexofenadini Hydrochloridum Polpharma, Telfast, Telfexo.